# Kevin Cogan

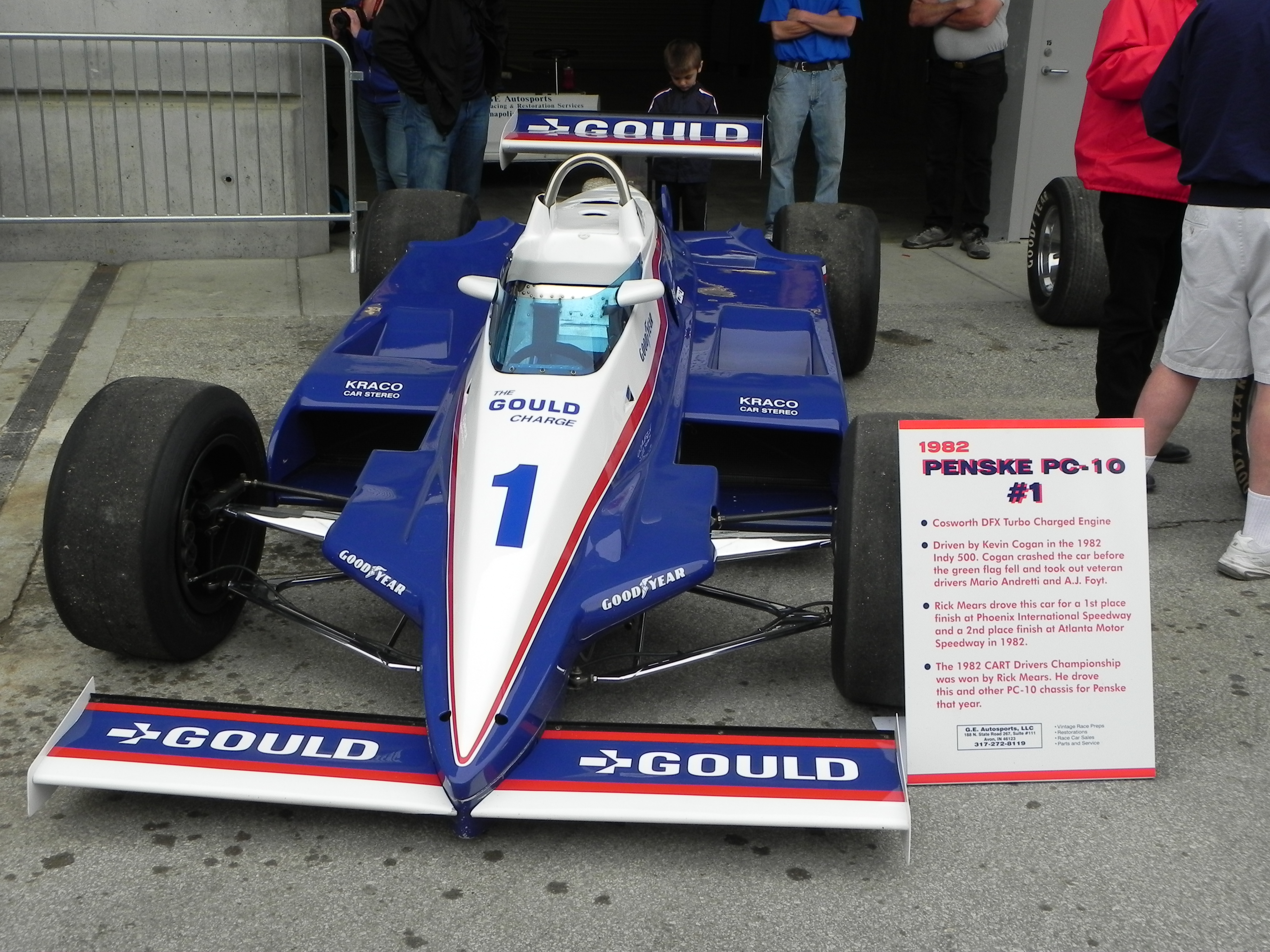
Der von Kevin Cogan 1982 gefahrene Penske PC-10

John Kevin Cogan (* 31. März 1956 in Culver City, Kalifornien) ist ein ehemaliger US-amerikanischer Autorennfahrer. Er war von 1981 bis 1991 sowie 1993 in der Indy Car World Series aktiv.

## Karriere
Cogan war von 1981 bis 1991 sowie 1993 in der Indy Car World Series aktiv. Er startete zu 116 Rennen. Seine beste Platzierung war ein Sieg beim Dana 200 for Special Olympics 1986 auf dem Phoenix International Raceway. Insgesamt stand er sieben Mal auf dem Podium. Seine beste Gesamtplatzierungen waren die sechste Position, die er 1982 und 1986 erreichte. Sein bestes Ergebnis beim Indianapolis 500 erzielte er 1986 mit einem zweiten Platz.
Darüber hinaus versuche Cogan zweimal die Qualifikation zu einem Formel-1-Grand-Prix. Er scheiterte jedoch beide Male an der Qualifikation.

## Statistik

### Statistik in der Automobil-Weltmeisterschaft

#### Gesamtübersicht
| Saison | Team                       | Chassis        | Motor       | Rennen | Siege | Zweiter | Dritter | Poles | schn. Rennrunden | Punkte | WM-Pos. |
| ------ | -------------------------- | -------------- | ----------- | ------ | ----- | ------- | ------- | ----- | ---------------- | ------ | ------- |
| 1980   | RAM / Rainbow Jeans Racing | Williams FW07B | Cosworth V8 | −      | −     | −       | −       | −     | −                | −      | –       |
| 1981   | Tyrrell Racing             | Tyrrell 010    | Cosworth V8 | −      | −     | −       | −       | −     | −                | −      | –       |
| Gesamt | Gesamt                     | Gesamt         | Gesamt      | –      | –     | –       | –       | –     | –                | –      |         |

#### Einzelergebnisse
| Saison | 1 | 2 | 3 | 4 | 5 | 6 | 7 | 8 | 9 | 10 | 11 | 12  | 13 | 14 | 15 |
| ------ | - | - | - | - | - | - | - | - | - | -- | -- | --- | -- | -- | -- |
| 1980   |   |   |   |   |   |   |   |   |   |    |    |     |    |    |    |
|        |   |   |   |   |   |   |   |   |   |    |    | DNQ |    |    |    |
| 1981   |   |   |   |   |   |   |   |   |   |    |    |     |    |    |    |
| DNQ    |   |   |   |   |   |   |   |   |   |    |    |     |    |    |    |

| Legende  | Legende            | Legende                                                          |
| Farbe    | Abkürzung          | Bedeutung                                                        |
| -------- | ------------------ | ---------------------------------------------------------------- |
| Gold     | –                  | Sieg                                                             |
| Silber   | –                  | 2. Platz                                                         |
| Bronze   | –                  | 3. Platz                                                         |
| Grün     | –                  | Platzierung in den Punkten                                       |
| Blau     | –                  | Klassifiziert außerhalb der Punkteränge                          |
| Violett  | DNF                | Rennen nicht beendet (did not finish)                            |
| Violett  | NC                 | nicht klassifiziert (not classified)                             |
| Rot      | DNQ                | nicht qualifiziert (did not qualify)                             |
| Rot      | DNPQ               | in Vorqualifikation gescheitert (did not pre-qualify)            |
| Schwarz  | DSQ                | disqualifiziert (disqualified)                                   |
| Weiß     | DNS                | nicht am Start (did not start)                                   |
| Weiß     | WD                 | zurückgezogen (withdrawn)                                        |
| Hellblau | PO                 | nur am Training teilgenommen (practiced only)                    |
| Hellblau | TD                 | Freitags-Testfahrer (test driver)                                |
| ohne     | DNP                | nicht am Training teilgenommen (did not practice)                |
| ohne     | INJ                | verletzt oder krank (injured)                                    |
| ohne     | EX                 | ausgeschlossen (excluded)                                        |
| ohne     | DNA                | nicht erschienen (did not arrive)                                |
| ohne     | C                  | Rennen abgesagt (cancelled)                                      |
| ohne     | keine WM-Teilnahme |                                                                  |
| sonstige | P/fett             | Pole-Position                                                    |
| sonstige | 1/2/3/4/5/6/7/8    | Punktplatzierung im Sprint-/Qualifikationsrennen                 |
| sonstige | SR/kursiv          | Schnellste Rennrunde                                             |
| sonstige | *                  | nicht im Ziel, aufgrund der zurückgelegten Distanz aber gewertet |
| sonstige | ()                 | Streichresultate                                                 |
| sonstige | unterstrichen      | Führender in der Gesamtwertung                                   |

### Le-Mans-Ergebnisse
| Jahr | Team            | Fahrzeug       | Teamkollege | Teamkollege   | Platzierung | Ausfallgrund |
| ---- | --------------- | -------------- | ----------- | ------------- | ----------- | ------------ |
| 1988 | Silk Cut Jaguar | Jaguar XJR-9LM | Derek Daly  | Larry Perkins | Rang 4      |              |

### Sebring-Ergebnisse
| Jahr | Team         | Fahrzeug            | Teamkollege      | Platzierung | Ausfallgrund |
| ---- | ------------ | ------------------- | ---------------- | ----------- | ------------ |
| 1990 | Busby Racing | Nissan GTP ZX-Turbo | John Paul junior | Rang 5      |              |

### Einzelergebnisse in der Sportwagen-Weltmeisterschaft
| Saison | Team   | Rennwagen    | 1   | 2   | 3   | 4   | 5   | 6   | 7   | 8   | 9   | 10  | 11  |
| ------ | ------ | ------------ | --- | --- | --- | --- | --- | --- | --- | --- | --- | --- | --- |
| 1988   | Jaguar | Jaguar XJR-9 | JER | JAR | MON | SIL | LEM | BRÜ | BRH | NÜR | SPA | FUJ | SAN |
| 1988   | Jaguar | Jaguar XJR-9 |     | 4   |     |     |     |     |     |     |     |     |     |